# イエローキャブ (スラング)
イエローキャブ(yellow cab)とは、ニューヨーク州の黄色タクシーから連想された性的な俗語。日本語のみにおいて本来の意味とは懸け離れた特有の意味を持つようになった和製英語である。現在に至るまでアメリカ英語の語彙とはなっていない。
日本語におけるこの言葉の概念は、家田荘子のルポルタージュにおいて大幅に脚色されたものであり、（日本で言われるほどには）アメリカ合衆国において一般的な俗語ではなく、更に21世紀初頭の現代においてはこの言葉（およびその概念）の知名度はほぼ無に等しい。

## 概要
ノンフィクション作家の家田荘子が、1991年12月に出版した自身の著書『イエローキャブ  成田を飛び立った女たち』でこの言葉を用いた。家田によると、この言葉は元々アジア系の売春婦に対する蔑称として一部で使用されており、そこから転じて「外国人男性と簡単に性行為を行う日本人女性」に対する蔑称になったという。これが日本国内に広まり、「外国人男性と性行為を行う日本人女性は日本の恥である」と非難する言葉として流用された 。
元々イエローキャブとはアメリカのタクシー会社のことで、車体が黄色に塗られている。金で簡単に乗れる（性行為できる）ことを金で簡単に乗車できる「タクシー」で表現し、ここに黄色人種に対する蔑称として用いられる「イエロー」を付加し、イエローキャブという蔑称となった。

## 批判
この用語について、その存在を疑問視する声も挙がっている。ノンフィクション作家の豊田正義は、自身の著書『告発!「イエローキャブ」―マスコミ公害を撃つ!』の中で、アメリカにおいてアジア系売春婦を表す蔑称としてイエローキャブという表現が使われていたという根拠は乏しいという反論を行った。また、豊田によると、この様な情報を流した大元は外国人男性であるともされ、不確定な情報を拡散したマスコミや外国人などは様々なジャーナリストから追及された。